# 浅見春那
浅見 春那（あさみ はるな、3月21日 - ）は、日本の女性声優。福井県出身。EARLY WING所属。

## 略歴
声優になろうと思ったきっかけの作品は小学生の頃に見ていた『夢色パティシエール』。
大阪アニメーションスクール専門学校（現：大阪アニメ・声優＆eスポーツ専門学校）卒業。

## 人物
趣味・特技として切り絵、紅茶とバスボム集め、菓子作り、大食い、子守をそれぞれ挙げている。
大食いに関するエピソードでは学生時代にラーメンの替え玉を5回した事をインターネット配信番組『こえべや』内にて語った。

## 出演

### テレビアニメ
2019年
- 魔入りました!入間くん（2019年 - 2023年、エイコ、サブノック・シルビア） - 3シリーズ
- 放課後さいころ倶楽部
- 厨病激発ボーイ（女子生徒）
- アサシンズプライド（少女）

2020年
- ネコぱら（MC）
- アイドリッシュセブン シリーズ（2020年 - 2022年、ファンB、女性D） - 2シリーズ

2021年
- ヴィジュアルプリズン（ファン）

2022年
- Engage Kiss（友人B）

2023年
- BanG Dream! It's MyGO!!!!!（女子A、女性）
- 七つの魔剣が支配する（女子生徒A）

2024年
- キャプテン翼シーズン2 ジュニアユース編（1年C組の担任の先生）

2025年
- 誰ソ彼ホテル（観客）
- カッコウの許嫁 Season2（女子生徒）

### 劇場アニメ
- 思い、思われ、ふり、ふられ（2020年）

### Webアニメ
- 学生探偵ふーかちゃん! / 異能のアイシス（2020年 - 2021年、水那瀬ふうか） - 2シリーズ[9]
- うまゆる（2022年 - 2023年、観客、幽霊、ファインのSP、スタッフ）

### ゲーム
2019年
- 艦隊これくしょん -艦これ-（G.Garibaldi、Colorado）
- 京刀のナユタ（祇園）
- 天空のクラフトフリート（ギノン、ルートリィ）
- ナナカゲ 〜7つの王国と月影の傭兵団〜（ラク）
- ラストピリオド -終わりなき螺旋の物語-（ティアナ、ローベル、フェフェ）
- League of Angels III（アイシャ、アリス、ナタリア）
- 社長、バトルの時間です!（コニー・ウィルクス）
- クイズRPG 魔法使いと黒猫のウィズ（アトス・ノヴァ）
- メモリアルレコード（ルパン）

2020年
- バレットブレイク（カナリア）
- 戦の海賊（ミヤビ）

2021年
- レッド:プライドオブエデン（レイナ）
- ブラック・サージナイト（白露、フリント）
- 22/7 音楽の時間（矢代陽夏莉）
- ワールドフリッパー（凪原ナオ）
- ブラウンダスト（ルフェルの助力者「コデナ」）
- Demon's Rider（ファラス）
- 幻獣契約クリプトラクト（シスル）

2022年
- ヘブンバーンズレッド（2022年 - 2024年、命吹雪）

2024年
- ポケモンフレンダ（案内ボイス）

### 吹き替え
- どうぶつたんけん！ドゥダとダダ（2021年、パン太）

### 朗読劇
- スキ/キライ = eight*hundred（2021年、大澤伽奈）
- キミに贈る朗読会 特別編「～約束のバレンタイン～」（2023年2月11日、MsmileBOX渋谷[18]）
- キミに贈る朗読会 短編朗読集「ペールライト・アイリス」（2023年5月7日、MsmileBOX渋谷[19]）
- キミに贈る朗読会「VOICEinBOX～声優さん、出番です～」 Vol.3（2023年5月28日、MsmileBOX渋谷[20]）
- キミに贈る朗読会 短編集「フェアウェル・シーベッド」（2023年9月16日、MsmileBOX渋谷[21]）

### ドラマCD
- ラストピリオド-巡りあう螺旋の物語-『六大国の休日』（2020年、フェフェ）

### オーディオドラマ
- こえのこころえ -九之重学園 朗読部-（2022年、中村さん[22]）

### ラジオドラマ
- 悪魔と元兵士の俺と（2021年、サラ[23]）

### デジタルコミック
- ふつうな僕らの（2019年、花川梓[24]）
- ハジメテノサツジン（2021年、水口繭[25]）
- 美醜の大地〜復讐のために顔を捨てた女〜（2022年、奥田スミ子）

### ラジオ
- 浅見春那の声ラブ
- のら犬さんのアニメ！ギョーカイ時事放談（2022年11月2日、第602回放送よりアシスタント起用）

### その他
- ガールズフィスト!!!!（奈川芳野[26]〈2代目〉）
- 夏フェス2019
- 声優業界横断型バラエティ『こえべや』

## ディスコグラフィ

### キャラクターソング
| 発売日        | 商品名          | 歌                           | 楽曲                                                                                              | 備考                               |
| ------------- | --------------- | ---------------------------- | ------------------------------------------------------------------------------------------------- | ---------------------------------- |
| 2019年4月3日  | D.A.S.H!!!!     | 南松本高校パンクロック同好会 | 「青春ガール」 「Tic×Tic=Tac♪」 「Full of Lies」 「にゃーーのうた」                               | 漫画『ガールズフィスト!!!!』関連曲 |
| 2020年1月15日 | Only my Way!!!! | 南松本高校パンクロック同好会 | 「退屈な日々」 「Re:スタート」 「孤独の月」 「にゃーーのうたin部室」 「にゃーーのうたinスタジオ」 | 漫画『ガールズフィスト!!!!』関連曲 |

### シリーズ一覧
1. ↑  第1シリーズ（2019年 - 2020年）、第2シリーズ（2021年）、第3シリーズ（2022年 - 2023年）
2. ↑  第2期『Second BEAT!』（2020年）、第3期『Third BEAT!』第2クール（2022年）

### ユニットメンバー
1. ↑  奈川芳野（浅見春那）、白瀬双葉（内山つかさ）、坂ノ下奏恵（奥村真由）、藤森月（古川由利奈）